# Wen Kai
Wen Kai (chinesisch 文凯, * 28. Januar 1988) ist ein chinesischer Badmintonspieler.

## Karriere
Wen Kai machte international das erste Mal auf sich aufmerksam, als er 2006 bei den Weltmeisterschaften der Studenten Silber im Herreneinzel gewann. Zwei Jahre später wurde er bereits Dritter bei den China Open. Bei den China Masters 2010 reichte es dagegen nur zu Platz neun.

## Sportliche Erfolge
| Saison | Veranstaltung                     | Disziplin            | Platz | Name    |
| ------ | --------------------------------- | -------------------- | ----- | ------- |
| 2006   | Junioren-Asienmeisterschaft       | Gemischte Mannschaft | 3     | China   |
| 2006   | Weltmeisterschaften der Studenten | Herreneinzel         | 2     | Wen Kai |
| 2008   | China Open                        | Herreneinzel         | 3     | Wen Kai |
| 2010   | China Masters                     | Herreneinzel         | 9     | Wen Kai |